# Kế hoạch hóa gia đình

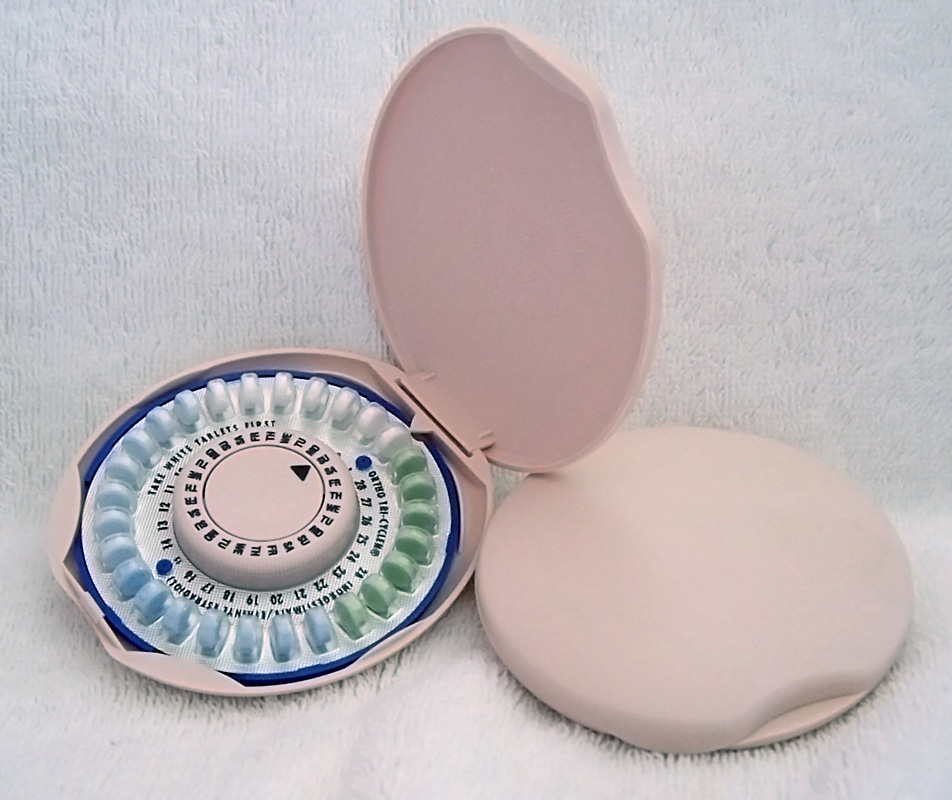
Viên uống tránh thai kết hợp. Được giới thiệu năm 1960, "thuốc tránh thai" đã đóng một vai trò quan trọng trong kế hoạch hoá gia đình trong nhiều thập kỷ.

Kế hoạch hoá gia đình là việc lập kế hoạch khi nào có trẻ em, và việc sử dụng kiểm soát sinh sản và các kỹ thuật khác để thực hiện các kế hoạch đó. Các kỹ thuật khác thường được sử dụng gồm giáo dục giới tính, ngăn chặn và quản lý các bệnh lây truyền qua đường tình dục, tư vấn trước khi mang thai và quản lý mang thai, và quản lý vô sinh.
Kế hoạch hoá gia đình thỉnh thoảng được sử dụng như một thuật ngữ đồng nghĩa với kiểm soát sinh sản, dù nó thường có nội hàm lớn hơn. Nó chủ yếu được áp dụng với một cặp nữ – nam muốn hạn chế số lượng trẻ em họ có và/hay kiểm soát thời gian mang thai (cũng được gọi là giãn cách sinh sản).
Các dịch vụ kế hoạch hoá gia đình được định nghĩa là "giáo dục, y tế toàn diện hay các hoạt động xã hội cho phép các cá nhân, gồm cả người chưa thành niên, tự do quyết định số lượng và thời gian giãn cách giữa những đứa trẻ và lựa chọn các biện pháp để thực hiện điều đó."

## Mục đích
Nuôi dưỡng một đứa trẻ đòi hỏi khá nhiều nguồn tài nguyên: thời gian, xã hội, tài chính, môi trường.
Kế hoạch hoá có thể giúp đảm bảo có được các nguồn tài nguyên đó.

### Sức khoẻ
Chờ ít nhất tới khi bà mẹ đủ 18 tuổi trước khi tìm cách có thai là cách để cải thiện sức khoẻ bà mẹ và trẻ em. Tương tự, nếu mong muốn có thêm con sau đứa con thứ nhất, bà mẹ và trẻ sơ sinh sẽ có sức khoẻ tốt hơn nếu đợi ít nhất hai năm sau lần sinh trước (nhưng không hơn 5 năm). Sau một lần sảy thai hay phá thai, nên chờ ít nhất 6 tháng.

### Tài chính
Sinh đẻ và chăm sóc sức khoẻ trước khi sinh mất khoảng $7,090 nếu sinh bình thường tại Hoa Kỳ năm 1996. Bộ nông nghiệp Mỹ ước tính cho việc sinh một đứa trẻ năm 2007, một gia đình Mỹ sẽ tiêu trung bình khoảng $11,000 tới $23,000 mỗi năm trong 17 năm đầu tiên của đứa trẻ. (Tổng ước tính đã bù trừ lạm phát: $196,000 tới $393,000, tuỳ thuộc vào thu nhập hộ.)

## Chính sách

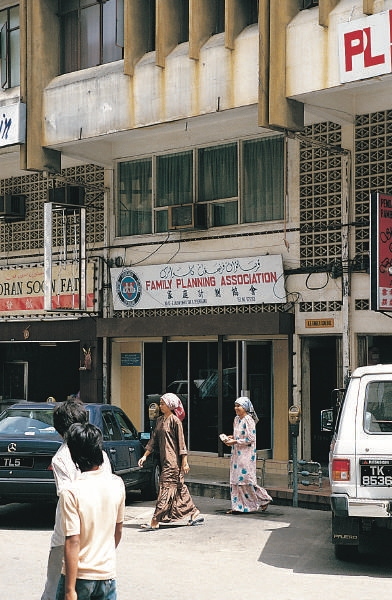
Một cơ sở kế hoạch hoá gia đình tại Kuala Terengganu, Malaysia.

### Quốc tế
Nguồn cung cấp tài chính lớn nhất của quốc tế về dân số và sức khoẻ sinh sản là Quỹ dân số Liên hiệp quốc (UNFPA). Các mục tiêu chính của Chương trình Hành động của Hội nghị Quốc tế về Dân số và Phát triển gồm:
- Tiếp cận phổ quát tới các dịch vụ sức khoẻ sinh sản vào năm 2015
- Giáo dục phổ cập cấp một và lấp đầy l là khoảng cách giới tính trong giáo dục vào năm 2015
- Giảm tỷ lệ tử vong bà mẹ 75% vào năm 2015
- Giảm tỷ lệ tử vong trẻ sơ sinh
- Tăng tuổi thọ
- Giảm tỷ lệ mắc HIV trong nhóm người độ tuổi 15 – 24 25% tại những quốc gia bị ảnh hưởng mạnh nhất năm 2005, và 25% trên toàn cầu năm 2010

Tổ chức Y tế Thế giới (WHO) và Ngân hàng Thế giới ước tính rằng chỉ với $3.00 trên người trên năm là đủ cho nhu cầu căn bản về kế hoạch hoá gia đình, chăm sóc sức khoẻ bà mẹ và trẻ sơ sinh tại các quốc gia đang phát triển. Nó sẽ bao gồm tránh thai, chăm sóc sớc khoẻ trước khi sinh, khi sinh và sau khi sinh ngoài việc tuyên truyền kế hoạch hoá gia đình và khuyến khích sử dụng bao cao su để ngăn bệnh lây truyền qua đường tình dục.

### Trung Quốc
Chính sách một con của Trung Quốc khuyến khích các cặp vợ chồng không có quá một con. Chính sách dân số của Trung Quốc được cho là đã góp phần hạ thấp đáng kể tỷ lệ tăng dân số từng rất cao trước khi chính sách này được áp dụng. Nó đã bị chỉ trích rằng việc áp dụng chính sách đã dẫn tới những trường hợp bắt buộc phá thai và bắt buộc triệt sản. Tuy nhiên, vì hình thức phạt khi mang thai "ngoài kế hoạch" chỉ là một khoản phạt, cả việc bắt buộc phá thai và bắt buộc triệt sản đều có thể bị kết tội tấn công có chủ đích, có thể bị kết án tới 10 năm tù.

### Hồng Kông
Tại Hồng Kông, Eugenics League được thành lập năm 1936, nó trở thành Hội kế hoạch hoá gia đình Hồng Kông năm 1950. Tổ chức này cung cấp tư vấn về kế hoạch hoá gia đình, giáo dục giới tính, các dịch vụ kiểm soát sinh sản cho người dân Hồng Kông. Trong thập niên 1970, vì sự gia tăng dân số nhanh chóng, tổ chức đã tung ra chiến dịch "Hai là đủ", giúp làm giảm bớt tỷ lệ sinh thông qua các biện pháp giáo dục.
Hội kế hoạch hoá gia đình Hồng Kông, đã thành lập International Planned Parenthood Federation với các đối tác ở bảy quốc gia khác.

### Iran
Iran là một quốc gia khác đã thành công trong việc giảm mạnh tỷ lệ sinh trong những năm gần đây.

### Hoa Kỳ
Title X của Public Health Service Act, là một chương trình của chính phủ Hoa Kỳ để cung cấp dịch vụ kế hoạch hoá gia đình cho những người có nhu cầu. Nhưng nguồn vốn cho Title X theo phần trăm tổng nguồn vốn cho các dịch vụ kế hoạch hoá gia đình công đã giảm liên tục từ 44% tổng chi năm 1980 xuống còn 12% năm 2006. Medicaid đã tăng từ 20% lên 71% trong cùng thời gian đó. Năm 2006, Medicaid góp $1.3 tỷ cho kế hoạch hoá gia đình công cộng.

### Ấn Độ
Chính phủ Ấn Độ đã chú trọng tới các biện pháp kiểm soát dân số và gia tăng nhận thức về những lợi ích khi giảm tăng trưởng dân số, gồm cả một cuộc sống tốt hơn, giáo dục, môi trường và sức khoẻ cho mọi cá nhân. Dù có những nỗ lực đó, các cặp vợ chồng thường cho rằng các con họ cần có nhiều anh em. Các cặp vợ chồng cảm thấy rằng họ có khả năng nuôi nấng hơn một đứa trẻ và không nhận ra rằng cần phải có một môi trường bền vững để có khả năng hỗ trợ cho một dân số đang gia tăng. Các chiến dịch tăng cường nhận thức gồm "We two, our's one", "Girl or Boy, let there just be one child".

### Các tổ chức
Quốc tế
- International Planned Parenthood Federation
- Marie Stopes International
- Centre for Development and Population Activities

Quốc gia
- British Pregnancy Advisory Service
- Family Planning Association (UK)
- Family Planning Association India
- Family Planning Association of Hong Kong
- German Foundation for World Population (DSW)
- National Alliance for Optional Parenthood (USA)
- Tổ chức kế hoạch hóa gia đình Hoa Kỳ (Planned Parenthood)